# Masugnsbyn
Masugnsbyn este o arie protejată (arie specială de conservare — SAC, sit de importanță comunitară — SCI) din Suedia întinsă pe o suprafață de 55,9 ha, integral pe uscat.

## Localizare
Centrul sitului Masugnsbyn este situat la coordonatele 67°26′53″N 22°04′47″E / 67.4481°N 22.0798°E.

## Înființare
Situl Masugnsbyn a fost declarat sit de importanță comunitară în decembrie 1995 pentru a proteja 1 specie de animale. Situl a fost protejat și ca arie specială de conservare în martie 2011.

## Biodiversitate
Situată în ecoregiunea boreală, aria protejată conține 5 habitate naturale: Cursuri de apă de la nivel de câmpie la nivel montan, cu vegetație Ranunculion fluitantis și Callitricho-Batrachion, Grohotișuri silicioase de la nivelul montan până la nivelul zăpezii (Androsacetalia alpinae și Galeopsietalia ladani), Păduri fino-scandinave bogate în ierburi cu Picea abies, Taiga vestică, Mlaștini împădurite.
La baza desemnării sitului se află o specie protejată de  mamifere: vidră de râu (Lutra lutra).